# JR貨物UR52A形コンテナ
| スタブアイコン | サブスタブ | この項目は、まだ閲覧者の調べものの参照としては役立たない、鉄道に関連した書きかけの項目です。この項目を加筆・訂正などしてくださる協力者を求めています（P:鉄道/PJ:鉄道）。 |

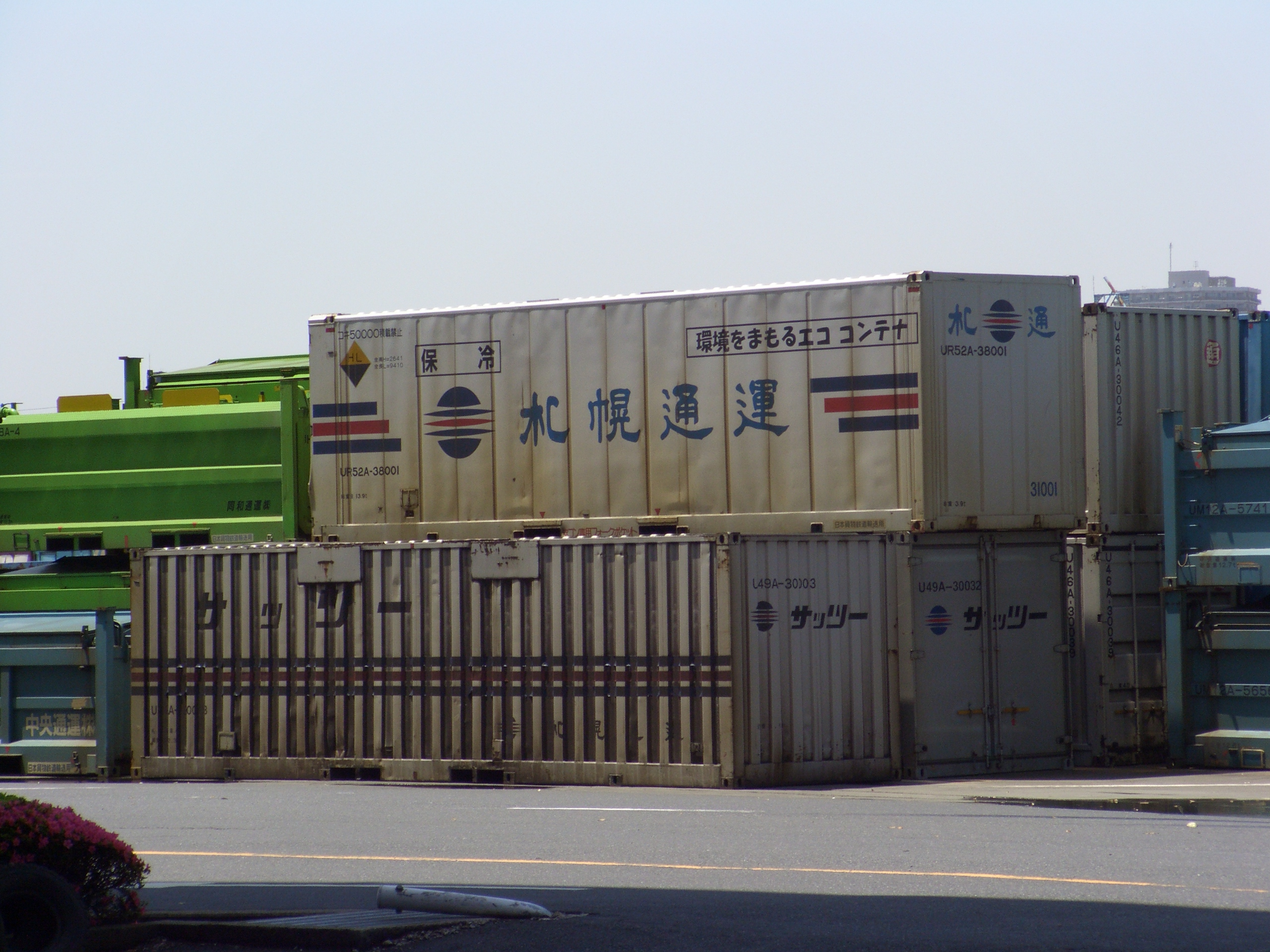
UR52A-38001、他（2007年5月26日撮影）

UR52A形コンテナ（UR52Aがたコンテナ）は、日本貨物鉄道（JR貨物）輸送用として籍を編入している30ft・31ft私有コンテナ（冷蔵コンテナ）である。
形式の数字部位 「 52 」は、コンテナの容積を元に決定される。このコンテナ容積52㎥の算出は、厳密には端数四捨五入計算の為に、内容積51.5 - 52.4㎥の間に属するコンテナが対象となる。
また形式末尾のアルファベット一桁部位 「 A 」は、コンテナの使用用途（主たる目的）が 「 普通品の輸送 」を表す記号として付与されている。

## 番台毎の概要

### 38000番台
38001 - 38024
札幌通運所有。総重量13.9t。全高2,641mm（規格外）、全長9,410mm（規格外）、コキ50000形積載禁止、国土交通省認定。